# Dracula 3D
Dracula 3D (bra: Dracula 3D ou Drácula 3D) é um filme ítalo-franco-espanhol de 2012, do gênero horror, dirigido por Dario Argento.

## Elenco
- Thomas Kretschmann...Drácula
- Marta Gastini...Mina Harker
- Asia Argento...Lucy Kisslinger
- Unax Ugalde...Jonathan Harker
- Miriam Giovanelli...Tanja
- Rutger Hauer...Van Helsing
- Maria Cristina Heller...Jarmila

## Recepção
No site agregador de críticas Rotten Tomatoes, 20% das 30 resenhas dos críticos são positivas, com uma classificação média de 3.2/10. O consenso do site diz: "longe de ser ruim o suficiente para ser bom (...) é péssimo de todas as maneiras erradas."